# Acosmeryx montivago
Acosmeryx montivago är en fjärilsart som beskrevs av Kernbach 1966. Acosmeryx montivago ingår i släktet Acosmeryx och familjen svärmare. Inga underarter finns listade i Catalogue of Life.